# Domshof

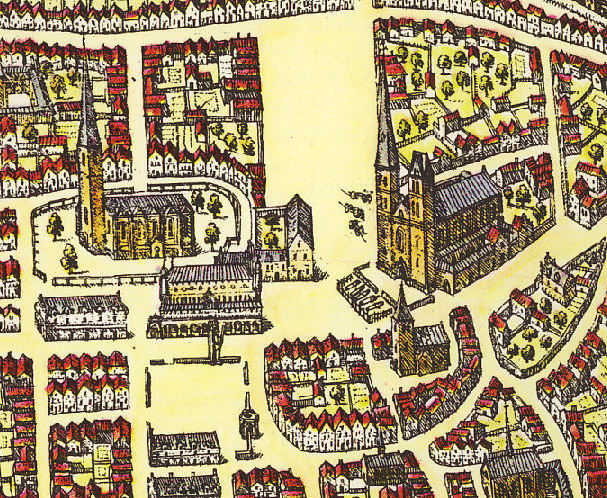
1589: Ausschnitt vom Kupferstich von Frans Hogenberg
Oben/Mitte: Domshof mit Dom
Unten/Links: Marktplatz mit Rathaus
über dem Markt: Liebfrauenkirche
rechts: Domsheide

Der Domshof ist ein Platz in Bremen, nördlich des Doms und ostnordöstlich des Bremer Marktplatzes gelegen. Der Domshof wird für einen Wochenmarkt sowie für größere Freiluftveranstaltungen genutzt, beispielsweise die Kundgebungen am 1. Mai.
Von ihm gehen ab der Schüsselkorb, die Violenstraße, Seemannstraße, Sandstraße, Unser-Lieben-Frauen-Kirchhof und der Grasmarkt, heute offiziell Teil der Straße Am Dom.
Anliegerbauten sind u. a. der Dom, das Bremer Rathaus, die Bremer Landesbank, die Deutsche Bank am Domshof, die SEB Bank (früher BfG), die Schifffahrtsbank und die Bremer Bank.
Die Gestaltung des Domshofs ist relativ einheitlich geprägt durch die Materialien Sandstein (u. a. Bremer Bank) und dunklen Backstein oder Klinker (u. a. Rathaus, Bürgerschaft, Landesbank). Der rötliche Maintal-Sandstein der Deutschen Bank und der weiße Putzbau (Nr. 11) differenzieren das äußere Bild.

## Geschichte

### Mittelalter und Reformationszeit

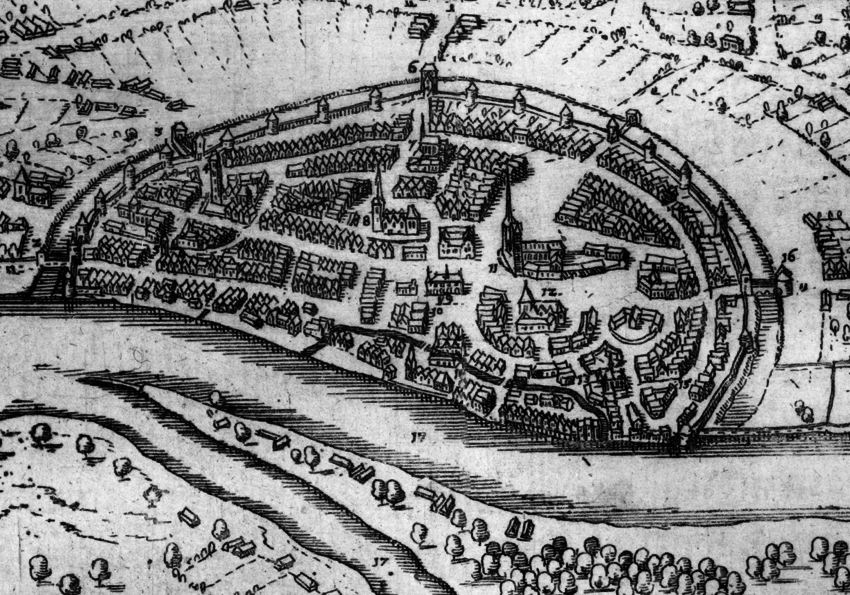
Bremenansicht vom 13. Jahrhundert mit Domshof oberhalb des Doms

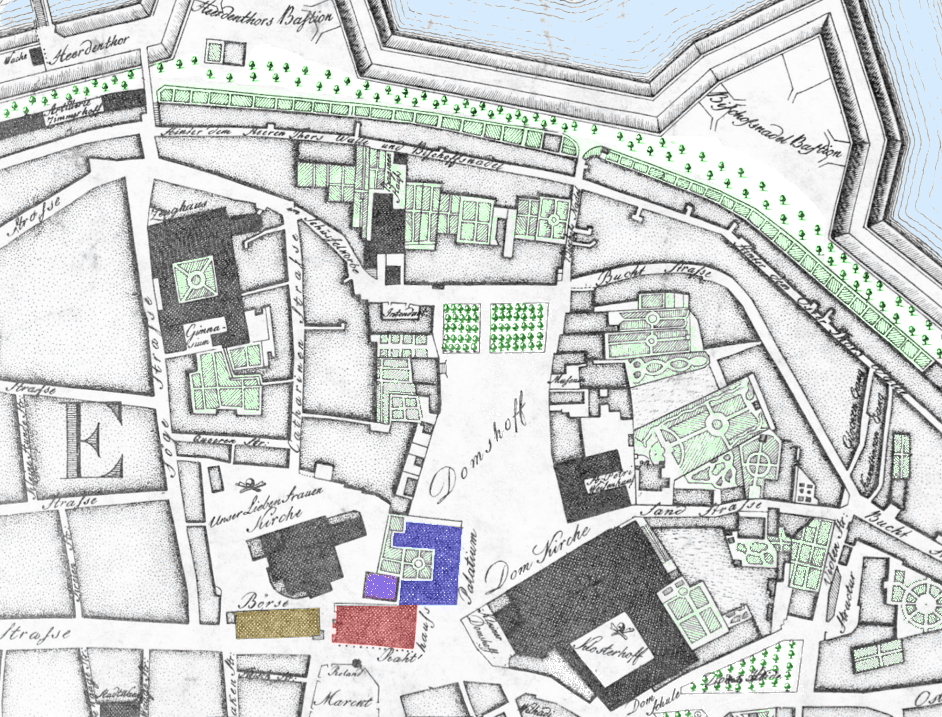
Domshof 1796 im Murtfeldt – Plan
Blau: Palatium, heute Neues Rathaus
Rot: Altes Rathaus

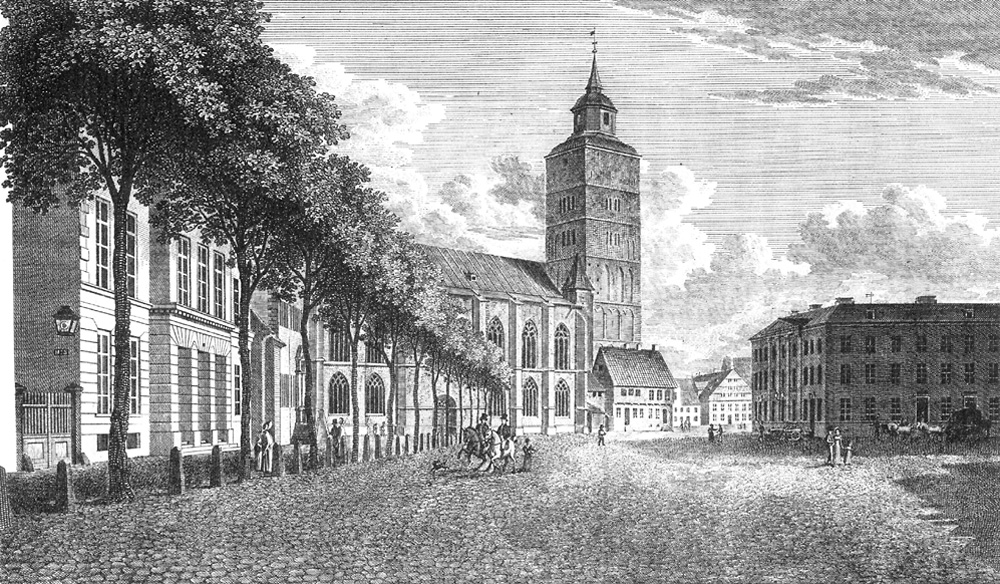
Ansicht von Anton Radl von 1821 mit Dom und Stadthaus

Der Domshof gehörte zum Dombezirk, der auch als Domimmunität oder Domfreiheit bezeichnet wurde und als Enklave vom 10. Jahrhundert bis 1803 hoheitlich und rechtlich zum Bistum Bremen gehörte, also nicht dem Rat der Stadt Bremen unterstand.
Nach dem Bau des Domes wurde im frühen Mittelalter eine Mauer zum Schutz des Dombezirks errichtet, die quer über den Platz verlief. Sie wurde jedoch bereits 1043 auf Veranlassung von Erzbischof Adalbert von Bremen wieder abgerissen, ihr ehemaliger Verlauf ist noch im Pflaster des heutigen Platzes sichtbar. Danach war der Domshof baulich nicht mehr vom Rest der durch die gemeinsame Bremer Stadtmauer umfassten Stadt abgegrenzt. Zwischen dem Erzbischof und dem Rat der Stadt kam es immer wieder zum Streit um verschiedene Rechte und Kompetenzen für das Gebiet.
Der Dom war auf dem höchsten Punkt der Bremer Düne gebaut worden, der Höhenunterschied zum entgegenliegenden Ende des Platzes betrug im Mittelalter noch über 5,50 Meter. Im Laufe der Zeit wurde das Gelände dann angehoben, bis sich dann im 14. Jahrhundert ein Platz in der heutigen Form mit einer Größe von 60 × 135 Metern abzeichnete. Westseitig befanden sich lückenhaft Bürgerhäuser, nördlich standen Giebelhäuser, nordöstlich waren auch lückenhaft Bürgerhäuser, und östlich beim Dom standen die erzbischöflichen Bauten. Das erzbischöfliche Palatium, dem späteren Sitz des Stadtvogts, schließt im Süd-Westen den Platz zum Marktplatz ab. Während dieser Zeit wurde der Domshof auch als Turnierplatz genutzt, so fand hier Pfingsten 1335 anlässlich der unter Erzbischof Burchard wieder aufgefundenen Reliquien der heiligen Cosmas und Damian ein großes Fest mit Ritterturnier statt.
Im Hogenberg-Plan von 1590 wurde die Platzmitte leer dargestellt. Das Palatium rückte deutlich in den Platz hinein. Direkt neben dem Domportal ist der Kleine Domshof zu sehen, ein ummauerter kleiner Platz, der bis 1809 Bestand hatte. Die Pläne von Matthäus Merian von 1640, erarbeitet vom Kupferstecher Caspar Schultze in Zusammenarbeit mit dem Rektor Gerhard Meier, bestätigen diese Platzgestaltung; lediglich ein Ziehbrunnen im Nordwesten zierte den Platz.
Die Grenzen der Eigentumsverhältnisse auf dem Domshof blieben zwischen dem Dombezirk des Erzbischofs und der Stadt längere Zeit vom 14. bis 15. Jahrhundert strittig. Die Chronisten berichteten, dass die Stadt im 16. Jahrhundert Veranstaltungen auf dem Platz abhielt und die von Bremen eroberten Geschütze nach der Schlacht bei Drakenburg von 1547 bis 1557 auf dem Platz ausstellte. Auch 1592, als die Stadt hier große Mengen Material zum Ausbau der Befestigungen lagern ließ, oder 1636, als der Rat vor dem Palatium zwei Pranger aufstellte, gab es Streit.

### 17. und 18. Jahrhundert: Schweden und Hannoveraner

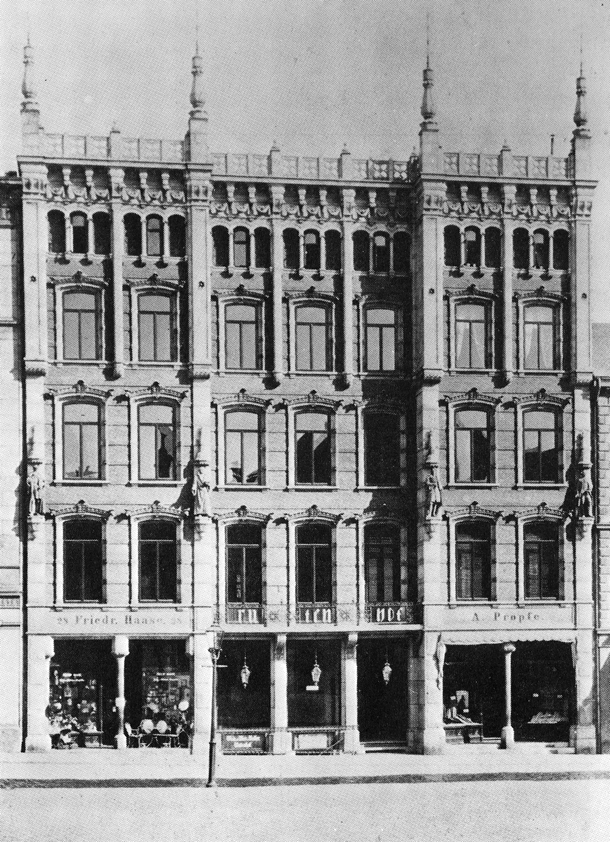
Der Rutenhof am Domshof in Bremen; 1873–1875 erbaut, 1967/1968 abgerissen.
Architekt Lüder Rutenberg

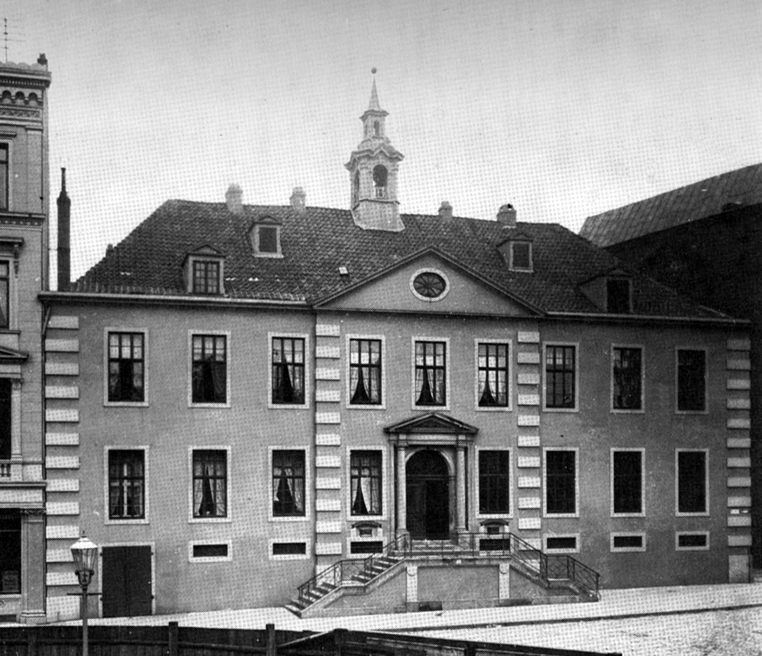
Das St.-Petri-Waisenhaus am Domshof um 1890, 1902 abgerissen

Der Dombereich mit dem Dombezirk und dem Palatium wechselte hoheitlich seine Herrschaft: Bis zur Reformation waren es der katholische Erzbischof, dann der evangelische Bischof, ab 1648 die Schweden, ab 1715/19 das Kurfürstentum Hannover und ab 1803 dann schließlich Bremen.
Die Eigentumsgrenzen des Platzes blieben bis 1803 weiterhin unklar. Im Ersten Stader Vergleich von 1654 wurden lediglich Nutzungsregelungen zum Domshof und zur Domsheide bestimmt. Bremen beanspruchte den ganzen Platz für sich, hielt Militärparaden und andere Veranstaltungen weiterhin ab und der Platz diente als Halteplatz für Holz- und Torflieferungen sowie als regelmäßiger Schweinemarkt. Schwedische Proteste wurden nicht akzeptiert. Die unklaren Eigentumsverhältnisse führten dazu, dass die Häuser am Domshof, die sich im Eigentum der Kirche oder dann der schwedischen Krone befanden, verfielen.
Der Plan von Johann Daniel Heinbach aus dem Jahr 1730 zeigt im nördlichen Platzbereich einen intensiven Baumbestand von um die 70 niederkronigen Bäumen. Die Nordseite wurde durch repräsentative bürgerliche Giebelhäuser aus der Gotik und der Renaissance abgeschlossen. Die West- und Ostseite, mit Fachwerkhäusern, Remisen und Ställen, weist noch immer größere Baulücken auf. 1750 verzeichnet Johann Christian Danckwerth in einem Plan alle 160 Gebäude auf, die zum kurfürstlichen hannoverschen Intendanten gehörten; am „Großen Doms Hof“ befanden sich acht Häuser und fünf ärmliche Buden am Dom.
Der Platz diente im 18. Jahrhundert auch als Sammelplatz des Militärs sowie für Hinrichtungen und Spießrutenlaufen. Bremen nutzte nach wie vor den Platz, Hannover protestierte erfolglos durch seine Stader Verwaltung. Der traditionelle Schweinemarkt wurde auch wegen der Streitigkeiten 1785 in die Neustadt verlegt. Die hoheitliche Grenze – ob „fundus regis“ oder freier Stadtplatz – blieb „in suspenso“ also offen. Zum Bremer Freimarkt wurden Buden aufgestellt, die der Bremer Bürgermeister und der hannoversche Oberhauptmann genehmigten, und Hannover kassierte die Standmiete. Adolph Freiherr Knigge, der Verfasser von Über den Umgang mit Menschen war ab 1790 Oberhauptmann in Bremen.
Hannovers Intendant in Bremen Theodor Olbers schrieb: „Da der Domshof einer der schönsten Plätze der Stadt Bremen ist … .“ wäre es gut, wenn „er verschönert würde.“ Und so wurde der Platz auf Grund dieses Vorschlags gemeinsam von Bremen und Hannover teilweise saniert. 60 bis 70 neue Linden, in zwei Gruppen gepflanzt, wurden mit 69 Sandsteinpfeilern und 195 Meter Ketten eingegrenzt. Mittig durch den Platz führte eine baumbesäumte Allee. Eine Fläche zwischen Dom und Palatium wurde bis 1799 gepflastert. Der Rath wünschte erfolglos,
„daß nunmehro auch der ganze übrige Domshof bei dieser Gelegenheit gänzlich aus seinem verlegenen, verödeten und morastischen Zustande möge gesetzet werden.“ Bald darauf wurde der Platz auch in die Straßenbeleuchtung einbezogen.

### Ab 1803: Der Domshof ein Bremer Platz

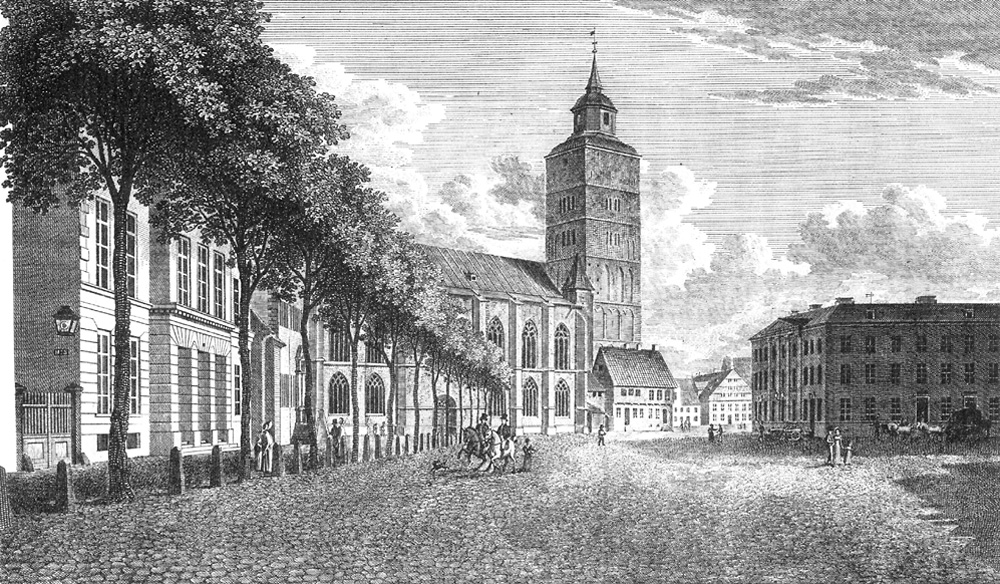
Der Domshof um 1821

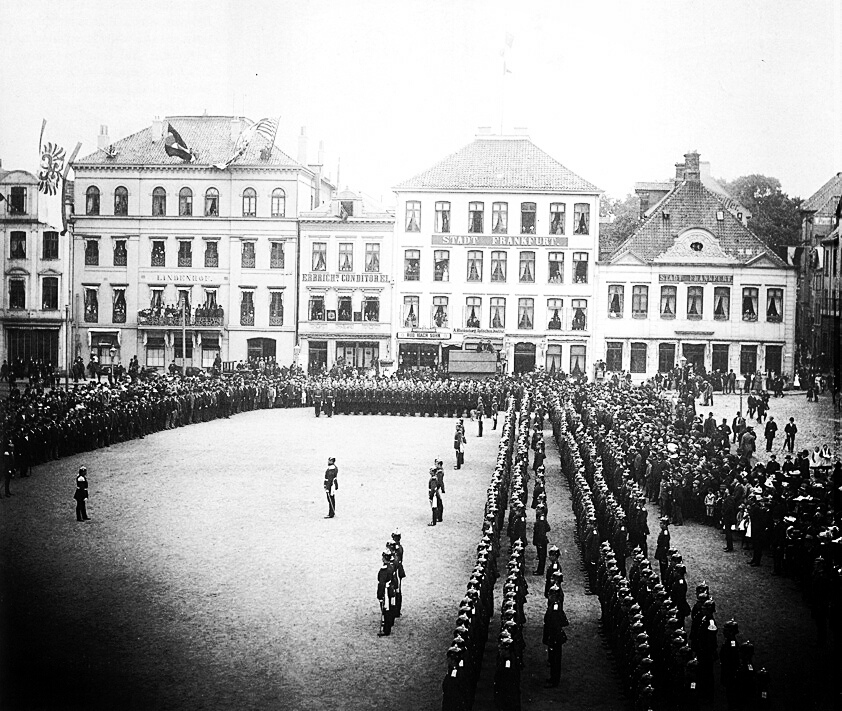
Appell des 1. Hanseatischen Infanterie-Regiments Nr. 75 anlässlich seines 25-jährigen Bestehens im Jahr 1891 auf dem Domshof

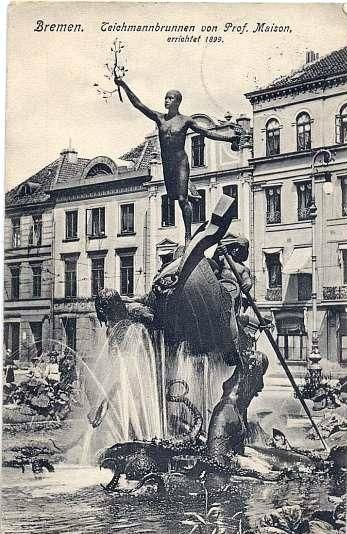
Der Teichmann-Brunnen, dahinter die Hotels

Ab 1803 kam der Dombezirk gemäß dem Reichsdeputationshauptschluss zu Bremen; seitdem gehörte der ganze Domshof der Stadt. Schon 1805 erwarb die Gesellschaft Museum die alte Intendantur an der Ecke Domshof und Schüsselkorb. Ein prächtiges Wohn- und Kontorhaus entstand um 1809 an der Ostseite (Nr. 10). Haus Nr. 18 wurde Sitz des Gefängnispräfekten. Der Abriss der kärglichen Buden am Dom erfolgte um diese Zeit.
Während der französischen Besatzung residierte Philipp Karl von Arberg als Präfekt des Departements Wesermündung im Eelkingschen Haus am Domshof, später im Eschenhof an der Domsheide. 
Das bremisch gewordene gotische Palatium von 1293 wurde 1816 größtenteils abgerissen. An seiner Stelle entstand bis 1818 nach Plänen von Nicolaus Blohm das schlichte klassizistische Stadthaus als ein dreigeschossiges Behördengebäude der Stadt.
1823 wurde von Bauinspektor Friedrich Moritz Stamm ein Entwurf zur gründlichen Umgestaltung des Platzes vorgelegt und der Plan dann realisiert. Die morschen Linden verschwanden, die mittlere Allee auch, der Verkehrsweg lag nun – so wie heute – neben den „Trottoirs“ an den beiden Platzrändern, und der durch Steinpfähle eingesäumte mittlere Platz wurde eingeebnet und war nur für Fußgänger bestimmt. Die ruhige Lage war Grund für die Einrichtung von Hotels wie Stadt Frankfurt und Zum Lindenhof sowie von Gaststätten wie Börsenhalle, Schaers Kaffeehaus, Stehely & Josty und des Restaurants Quinat & Ritsert.
Den Neubauten fielen alte und schöne Bürgerhäuser zum Opfer. Das Patrizierhaus Nr. 20 wich um 1821 dem Lindenhof, das der Gastwirt Albrecht Knoche bauen ließ. Das vornehme Hotel beherbergte 1826 Kronprinz Friedrich Wilhelm von Preußen, 1830 Kronprinz Maximilian von Bayern, 1836 König Otto I. von Griechenland sowie 1826 und 1843 Heinrich Heine und 1836 Johann Strauß. Nach der 1837 erfolgten Aufstockung auf vier Etagen wurde 1854 durch Wilhelm Wallau hier auch ein Café eingerichtet. Seit 1862 wurde das Hotel nach Konkursen mit der alten Bezeichnung ein Behördengebäude und 1944 ausgebombt.

Auch die Häuser Nr. 19 mit dem gotischen Treppengiebel und das malerische Fachwerkhaus Nr. 14. wurden in dieser Zeit ersetzt.

1839 bis 1842 erfolgte durch den Baumeister Heinrich Seemann der Ausbau der gleichnamigen benachbarten Straße.
Ein Bild von F. Meyer von 1850 zeigt die aufgeräumte, ruhige Situation der zumeist schon erneuerten Gebäude.
Die Giftmörderin Gesche Gottfried wurde 1831 auf dem südlichen Domshof, nahe beim Dom, in Anwesenheit von 35.000 Schaulustigen hingerichtet. Ein Spuckstein in unscheinbarem Basalt mit einem eingekerbten Kreuz erinnert an das Ereignis der letzten öffentlichen Hinrichtung in Bremen.
Andere Kundgebungen und Aufmärsche erlebte der Platz wie 1848: als Freiwillige gegen Dänemark in den Krieg zogen, wie 1849: zum Jahrestag der Revolution, wie 1851: als Proteste der Anhänger des Pastors Rudolph Dulon, wie 1865: zum Zweiten Deutschen Bundesschießen, wie 1871: zur Feier des Sieges des Deutsch-Französischen Krieges und wie 1913: zur Jahrhundertfeier der Völkerschlacht bei Leipzig. Dazu kamen Paraden, Appelle, Freimärkte bis 1913, tägliche Wachablösungen, Erinnerungstage etc.

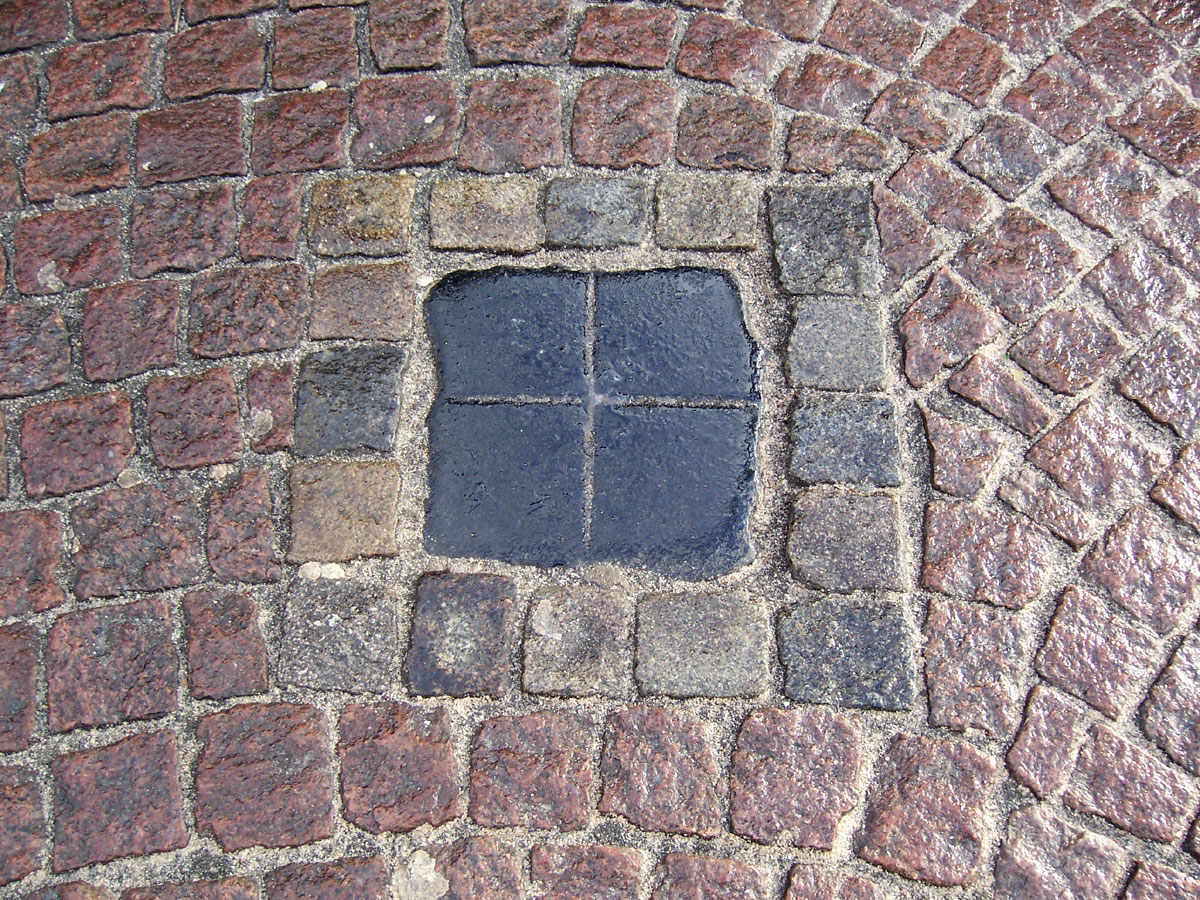
Spuckstein Gesche Gottfried

Ab 1858 wurde wieder kräftig abgerissen und aufgebaut; der Platz wandelte sich zum Geschäfts- und auch Ladenzentrum. Geschäftshäuser entstanden: 1858 das Haus Nr. 11, dann 1864 die Nr. 23 und 1871 die Nr. 9 und 25. Die Gründerzeit mit historisierenden Baustilen prägt den Neubau.
1874 entstand auf dem Eckgrundstück Nr. 21a (Domshof/Schüsselkorb) historisierend nach den Plänen von Heinrich Müller ein Museum (rechts neben der Deutschen Bank), das 1944 zerstört wurde. 1875 erfolgte der Bau des Rutenhofs (Nr. 26 bis 28) des Unternehmers Lüder Rutenberg.

### Wandel zum Platz der Banken

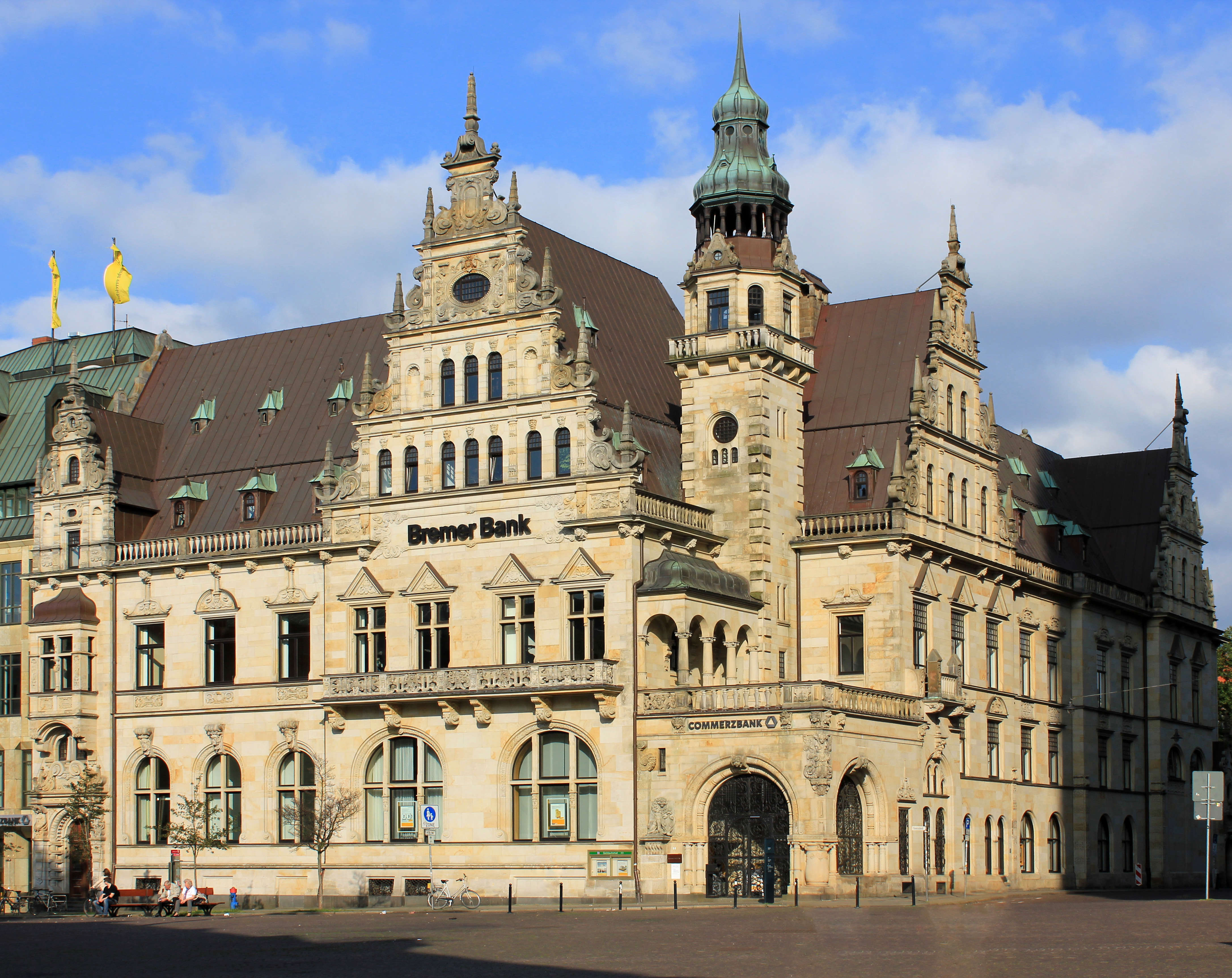
Nr. 8–9 von 1906: früher Bremer Bank, heute Ladengeschäft

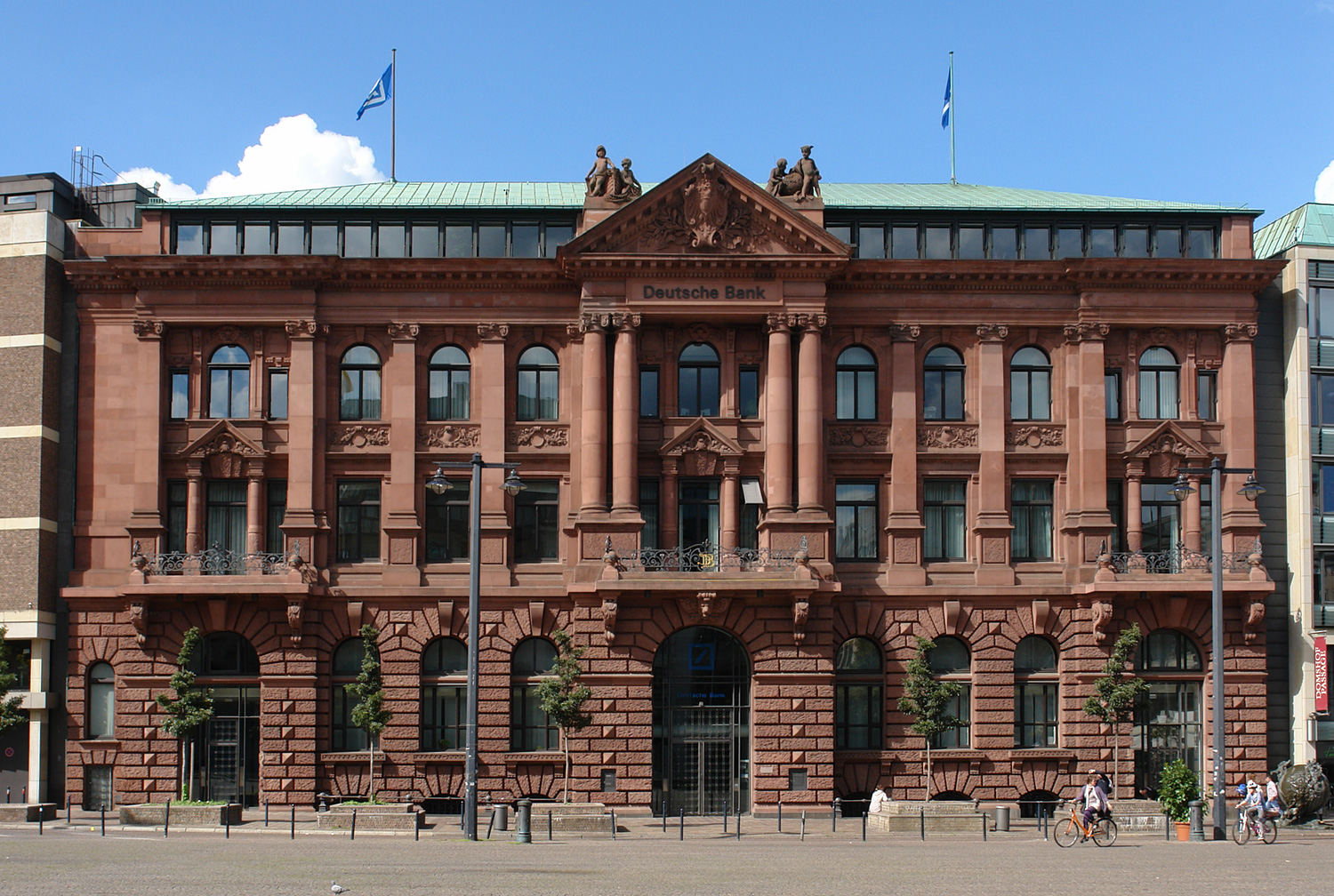
Nr. 22–25 von 1891: Deutsche Bank

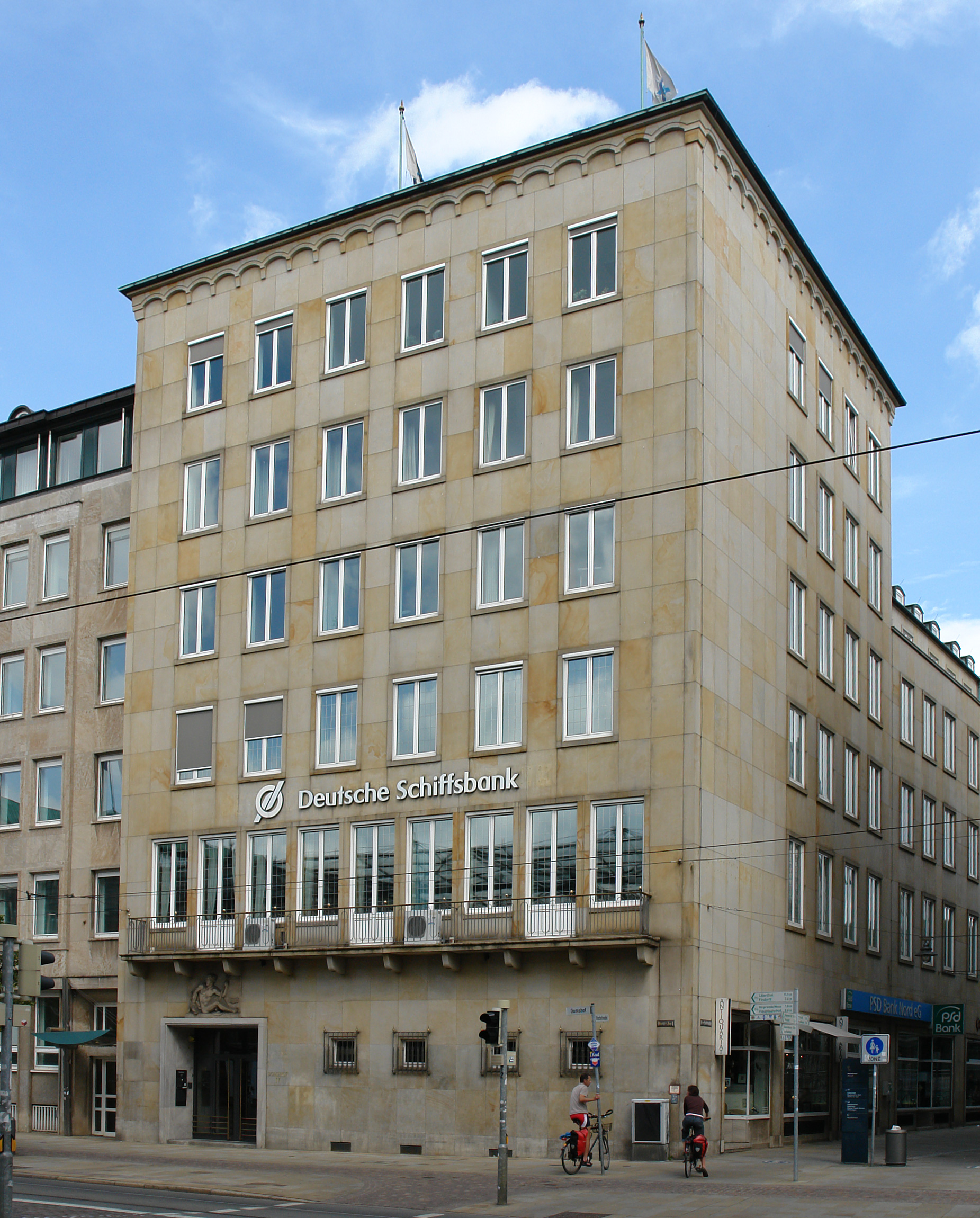
Nr. 17 von 1953: Deutsche Schiffsbank

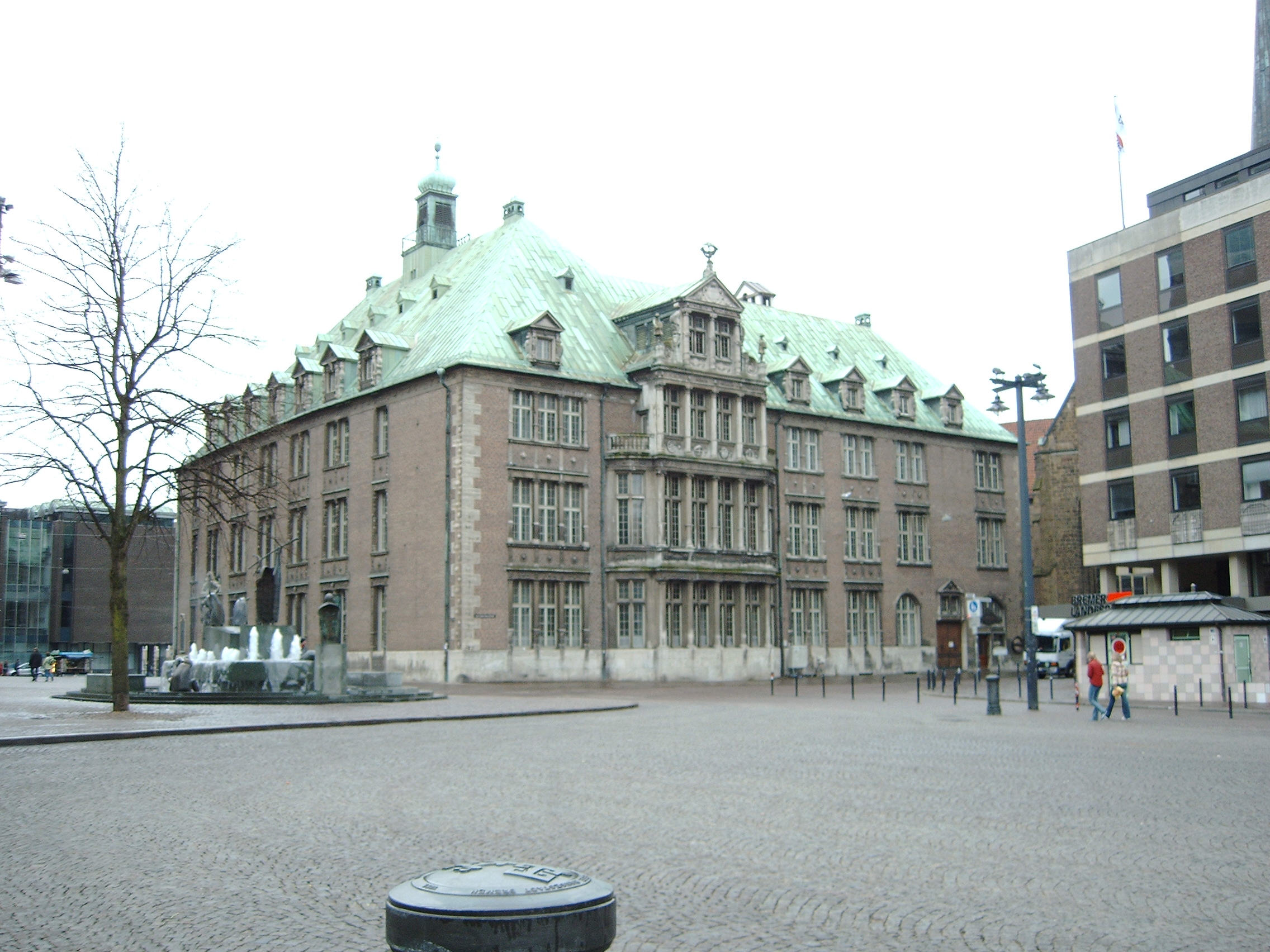
Neues Rathaus von 1913, Neptunbrunnen, rechts die Bremer Landesbank von 1972

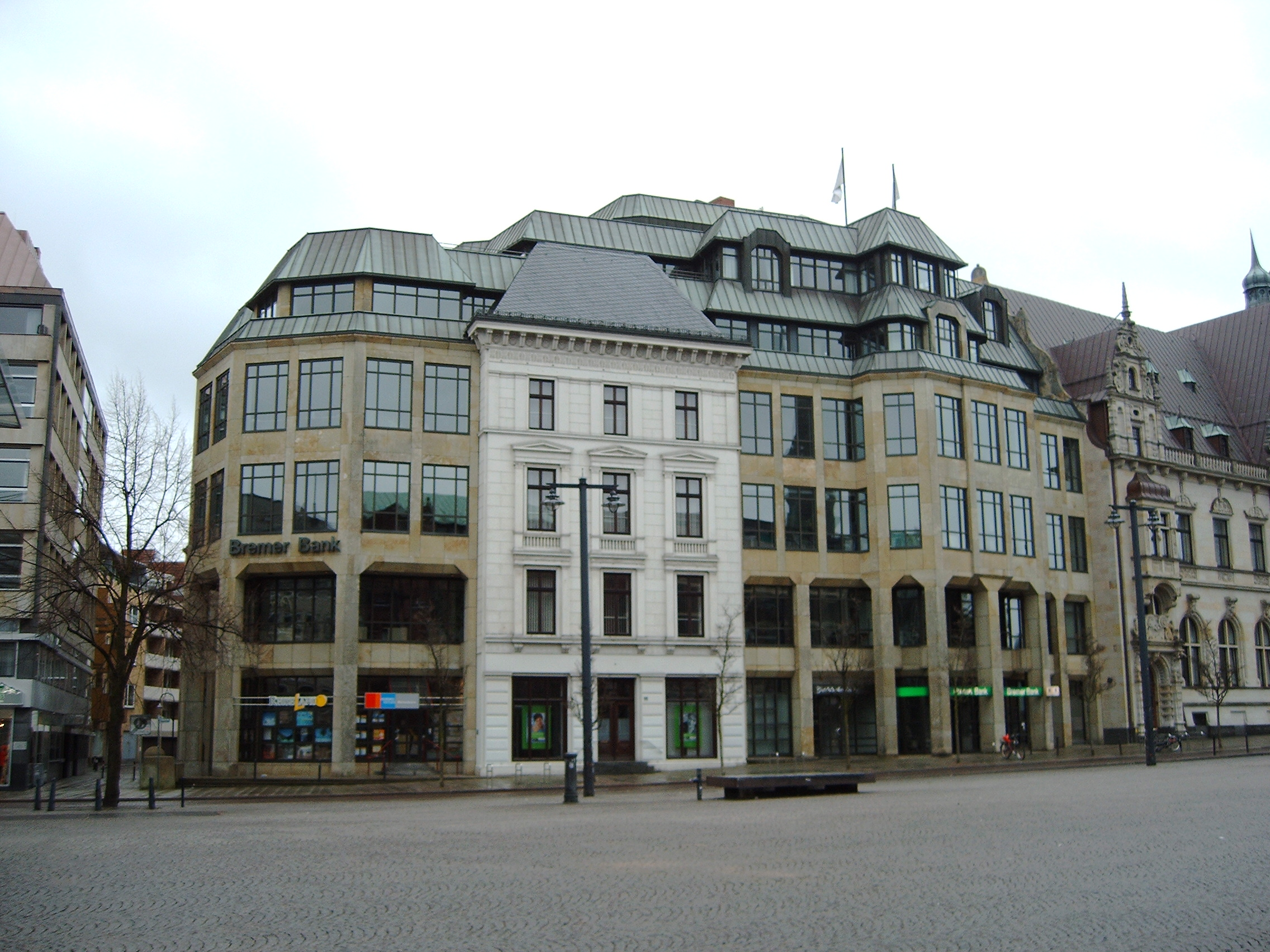
Nr. 10–12 von 1979: früher Bremer Bank

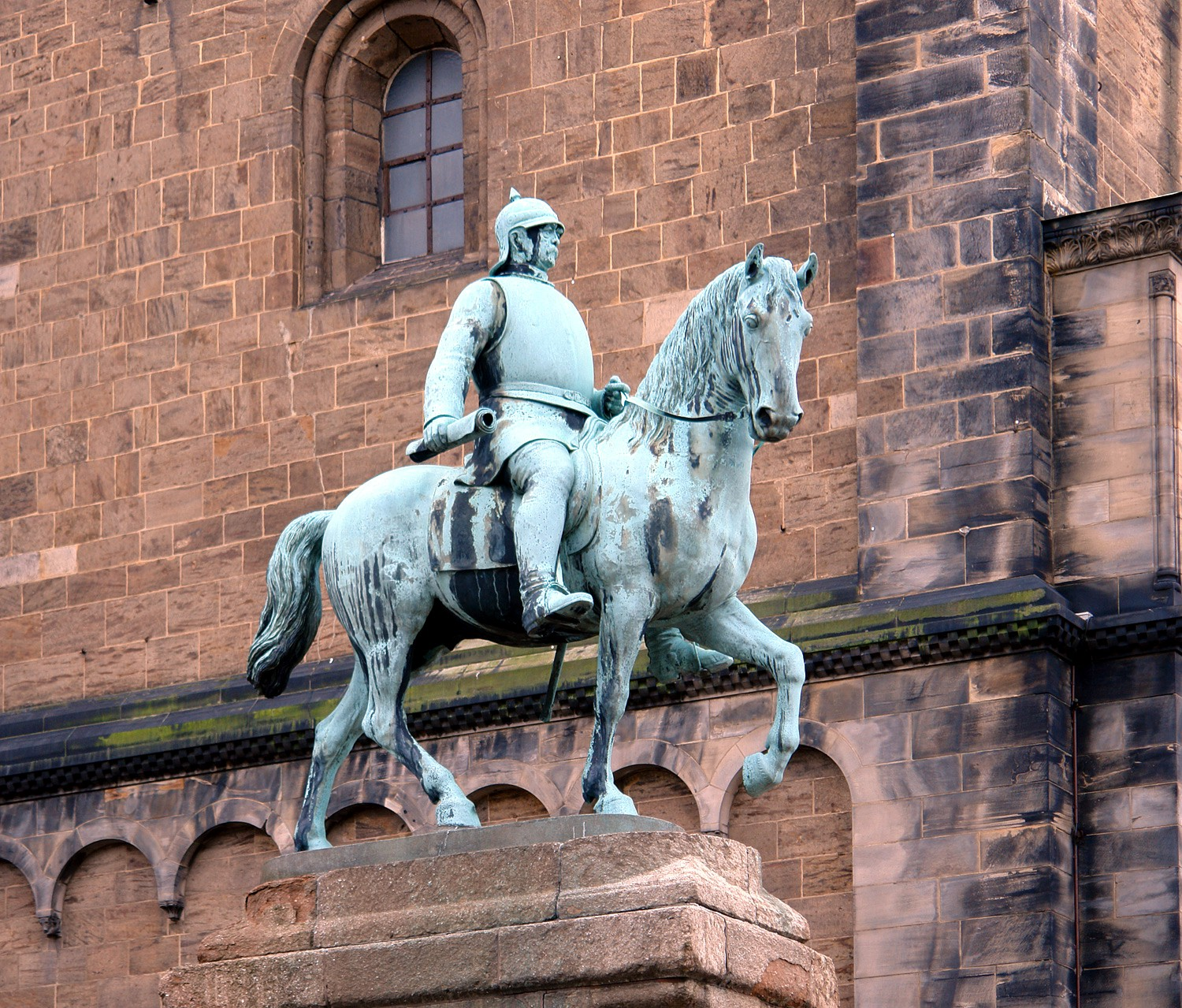
Bismarckdenkmal von 1910

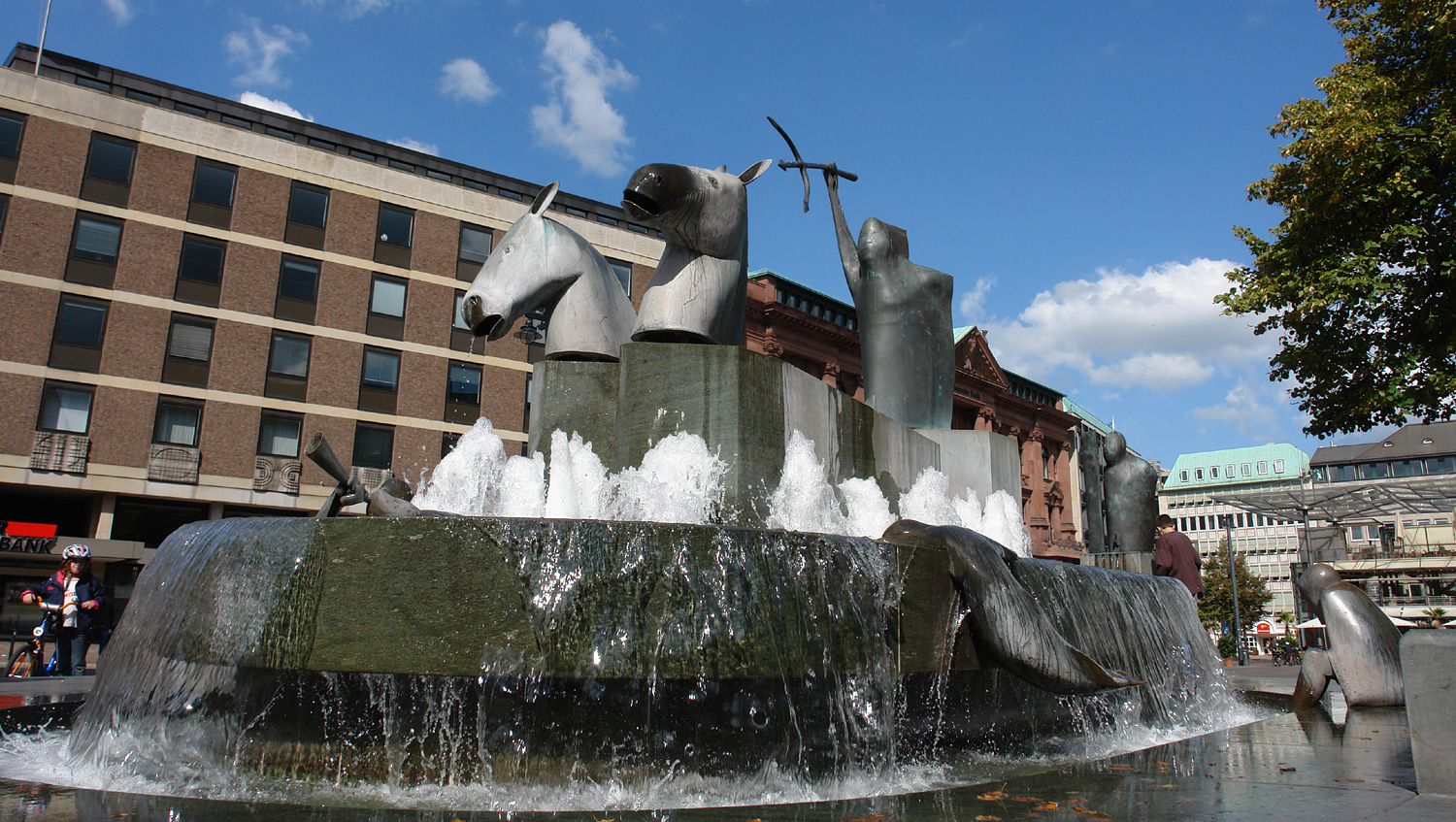
Neptunbrunnen von 1991: Hintergrund: frühere Bau der Landesbank

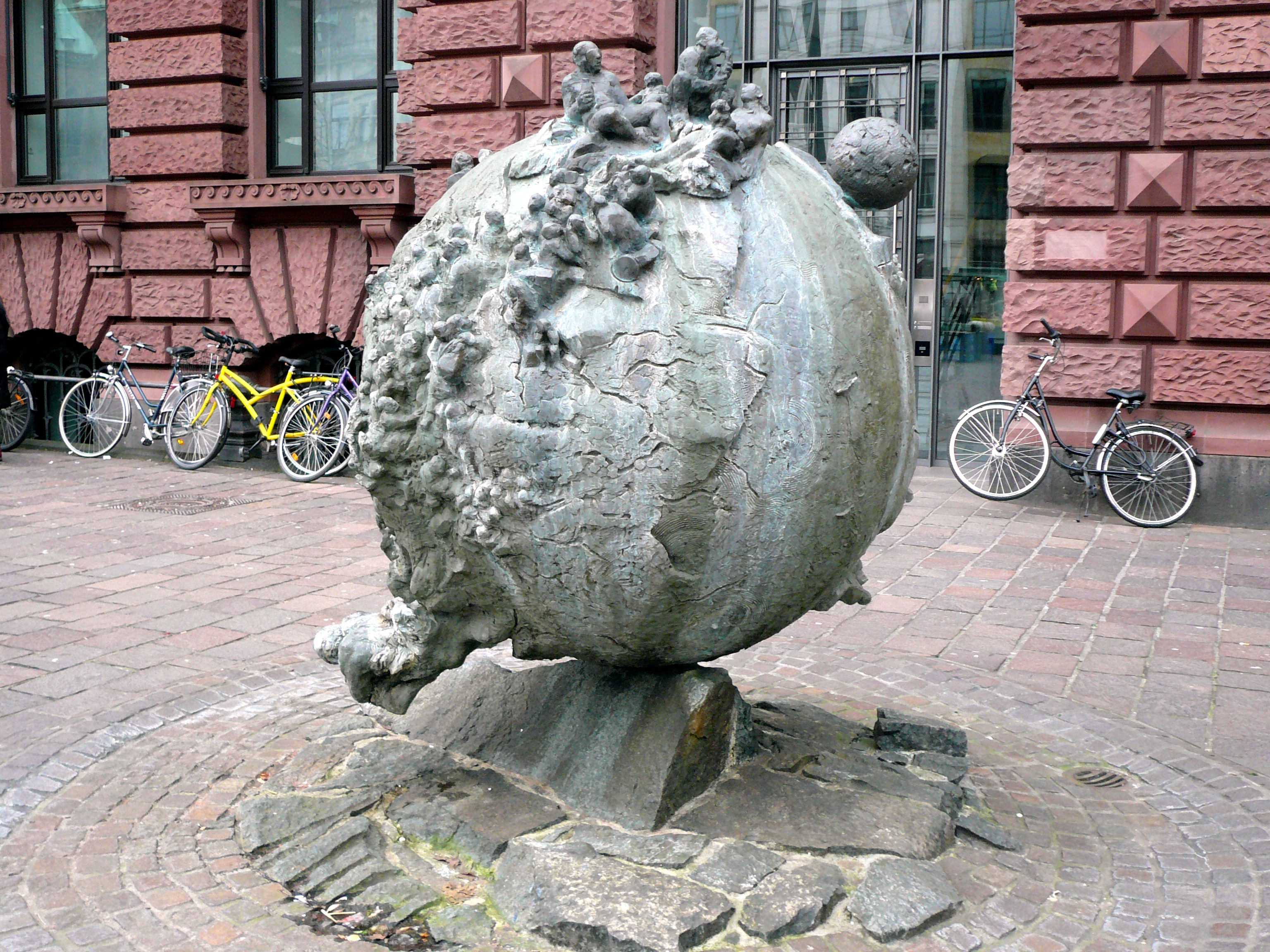
Der Weltkugelbrunnen von 1990

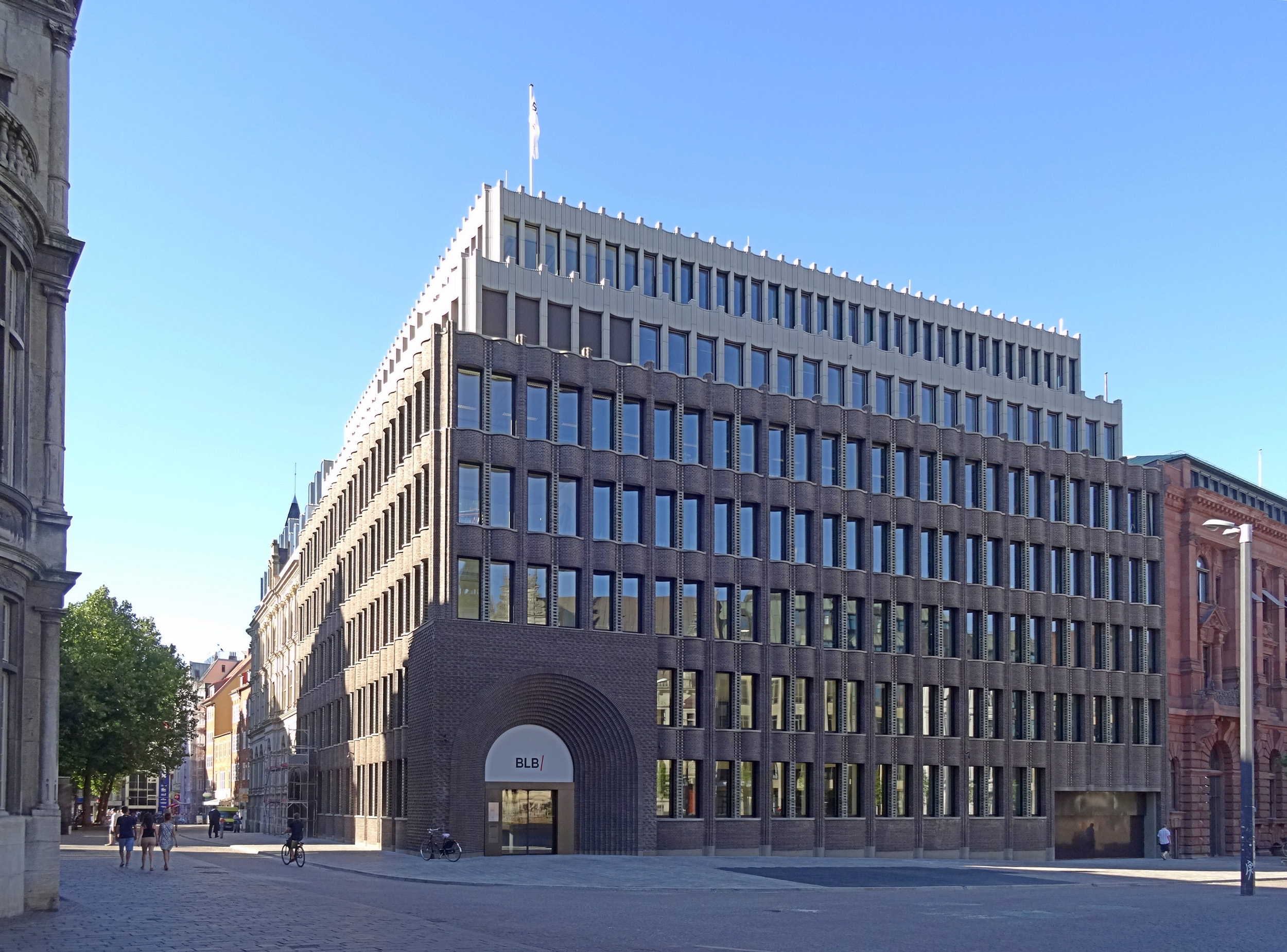
Bremer Landesbank, Neubau 2016

### Die Banken
Ab 1890 begann die erste Umwandlung zum Bankenviertel: Bankhaus Bernhard Loose baute am Liebfrauenkirchhof.
1891 baute die Deutsche Bank in rotem Sandstein ihr wuchtiges historisierendes Filialgebäude, und in den 1980er Jahren erweiterte sie sich durch einen Neubau, durch den heute eine Passage führt.
Das Waisenhaus am Dom und Nachbarhäuser mussten weichen, denn 1906 entstand im Stil der Neorenaissance das Gebäude der Bremer Bank, das in den 1980er Jahren durch einen Neubau erheblich erweitert wurde. Von 1950 bis 1954 entstanden die Deutsche Hypothekenbank und die Schifffahrtsbank. 1983 wurde die Bremer Landesbank gebaut.
Zudem entstanden ein Versicherungsgebäude (Nr. 18) und ein Geschäftshaus (Nr. 15). 
Der begradigte Platz hatte nun die Ausmaße von 67 × 100 Meter (Westseite) bzw. 130 Meter (Ostseite). Nur drei Gebäude stammten noch aus der Zeit vor 1800.

### Wandel der Gestaltung
Auch der Dom veränderte sein Gesicht. Schon 1738 war ein Nordeingang, die Brauttür, geschaffen worden. Der im 17. Jahrhundert zerstörte Südturm konnte wieder aufgebaut werden, und beide 99 Meter hohen Türme erhielten bis 1893 die heutigen spitzen Turmhelme. Das Dach zum Domshof erhielt zudem sieben aufgesetzte Walmdachelemente.
Von 1880 bis 1942 stand zwischen Dom und Rathaus der Wilhadibrunnen. Deutlich nördlich von diesem Standort wurde 1991 der Neptunbrunnen nach dem Entwurf von Waldemar Otto errichtet.
Ebenfalls von 1899 bis 1940 stand an Nordseite des Platzes ohne Begrünung der Teichmann-Brunnen.
„Schmuckplatz oder Verkehrsplatz“ war 1893 die alternative Frage des Architekten- und Ingenieurvereins und von Oberbaudirektor Ludwig Franzius an den Senat. Dessen unbefriedigende Antwort bewirkte, dass sich der Platz verstärkt den Verkehrsaufgaben zu widmen hatte. Autos und Straßenbahn durchquerten weiterhin den Platz.
1909 erfuhr der Platz einen weiteren Wandel. Das einfache Stadthaus von 1818 wurde 1909 abgerissen. Das Neue Rathaus nach Plänen des Münchener Architekten Gabriel von Seidl im Stil der Neorenaissance wurde 1913 fertig gestellt. Während die Vorgängerbauten den Platz weitgehend an der Südseite abschlossen, entstand nun eine weite Platzöffnung – ein „Zwischenplatz“ – zum Marktplatz. 1910 schließlich wurde das bronzene Reiterdenkmal für Otto von Bismarck nahe beim Dom aufgestellt.

### Zwischenkriegszeit
Nach dem Ersten Weltkrieg erst konnten die Bestrebungen den Domshof zu verschönern fortgesetzt werden. 1922 stifteten Bürger 40 Silberlinden, die an den Platzrändern Aufstellung fanden. Die Platzmitte war mit Schlacke befestigt. 1925 erhielt die Fläche ein Mosaikpflaster. Seit 1922 fand dreimal wöchentlich der Wochenmarkt auf der Platzmitte statt. Der Markt mit seinen Ständen, die seitlich parkenden Autos und der Ring der Straßenbahn prägte das Bild des Domshofes. Der Wochenmarkt wurde dann von 1939 bis nach Kriegsende vom Domshof für parkende Autos verbannt.
Im März 1933 füllten sich Marktplatz und Domshof, und die Bürger hörten die Übertragung einer Rede von Hitler.
Im Zweiten Weltkrieg wurde 1940/41 unter dem Platz ein Luftschutzbunker für 2.500 Menschen angelegt, der bis zum Bau eines darüber liegenden Cafés im Jahre 1999 als Tiefgarage genutzt wurde. Die Bäume fielen dem Bunkerbau zum Opfer. 1940 und 1942 verschwanden Teichmann-Brunnen und Willhadidenkmal als Metallspende.
Nach einem Plan von Baudirektor Gerd Offenberg sollten bis auf Dom und Rathaus alle Gebäude am Domshof weichen. Der Aufmarschplatz sollte größer und ruhiger werden sowie durch eine einheitliche Umbauung – auch im Norden – eingefasst werden. Die Straßenbahn würde in die Violenstraße verlegt werden.

## Der Domshof heute
Nach dem Zweiten Weltkrieg waren auch um den Platz viele Gebäude zerstört, vor allem an der Nord- und Ostseite. Aber Dom, Rathaus, Bremer Bank, Deutsche Bank sowie die Häuser Nr. 10 und 21 (Caesar) standen noch. Der Domshof war US-Army-Parkplatz.
Die von Offenberg vorgesehene Verlegung der Straßenbahn vom Domshof in die Violenstraße wurde schon 1949 stadtplanerischer Bestandteil (Generalverkehrsplan von 1949).
Seit 1954 fanden regelmäßig die Erster-Mai-Kundgebungen der Gewerkschaften auf dem Domshof statt. 1958 soll die Kundgebung bis zu 80.000 Teilnehmer angezogen haben.
1953 entstand die Deutsche Schifffahrtsbank, und 1954 wurde auf den freien Grundstücken Nr. 18–20 die Deutsche Hypothekenbank nach Plänen von Walter Görig errichtet. Vor dem Krieg standen hier das Hotel „Stadt Frankfurt“, das Hotel „Zum Lindenhof“ und das Geschäftshaus der Bremer Lebensversicherungsbank von 1895 nach einem Entwurf von Albert Dunkel.
1965 erweiterte sich die Deutsche Bank auf das Eckgrundstück Nr. 21 a, auf dem einst das von Heinrich Müller entworfene Museum stand.
1960 erfolgte der Abriss von Nr. 21, das barocke Caesarsche Haus – nach Senator Dr. Gerhard Caesar benannt – aus dem Jahre 1768. Ein 6-geschossiges Geschäftshaus nach Plänen von Herbert Anker folgte, in dem lange Jahre die Bremer Treuhand residierte.
1971 kam mit dem Neubau der Ibero-Amerika-Bank an die Ostseite Nr. 14 bis 16 eine weitere Bank zum Domshof. Dieses Haus dient heute der Büro- und Ladennutzung.
Nach Plänen von Dietrich und Hermann erweiterte sich 1979 die Bremer Bank mit einem Neubau auf die Grundstücke Nr. 10 bis 12. Von dem klassizistischen Geschäftshaus Nr. 11 blieb lediglich die vorgesetzte Fassade. Die Straßenbahn, die seit 1883 vom Schüsselkorb über den Domshof zum Marktplatz und später zur Haltestelle Domsheide gefahren war und zeitweise eine Wendeschleife rund um seine Marktfläche gehabt hatte, wurde 1987 vom Platz verbannt und wird seither von seiner Nordseite durch Violenstraße und Buchtstraße geführt.
Nach einem eher erfolglosen Wettbewerb (um 1984) wurde um 1990 der Platz gründlich und großzügig saniert: Neues Granitpflaster, einige Bäume und Hochbeete, Sandsteinplatten auf den Bürgersteigen, die Verlegung der Straßenbahnhaltestelle, der Neptunbrunnen (1991), der Weltkugelbrunnen vor der Deutschen Bank, eine teuer sanierte WC-Anlage etc. verschönern den Platz. Bald darauf folgte die Modernisierung des Eckgebäudes der Deutschen Bank (Nr. 21 a).
Seit 1998 verbindet die Domshof-Passage – nach Plänen der Architekten Haslob, Hartlich und Partner – den Platz mit der Katharinen-Passage und der Sögestraße.
Seit 1999 wird die Nordseite des Platzes, an der Stelle wo einst eine große Baumgruppe stand, durch das Domshof-Forum – ein hohes Glasdach mit dem Bistro-Café Alex – abgeschlossen; Architekt war Joachim Schürmann.
Von 2014 bis 2016 entstand für die Bremer Landesbank das fünfgeschossige Bankgebäude mit zwei Staffelgeschossen anstelle ihres Domizils von 1972. Der Entwurf stammt vom Londoner Architekturbüro Caruso St. John Architects. Es ist zur Domshofseite durch profilierte, dunkle und helle Formziegel, hartgebrannte Klinker, brauneloxierte Fenster und in den Staffelgeschossen durch bronzeeloxierte Aluminiumelemente gestaltet worden. Die Fassaden an der Katharinenstraße mit der Ecke zum Liebfrauenkirchhof wurde weitgehend erhalten, die Gebäude aber aufgestockt. Die Architekten wurden mit dem Bremer BDA-Preis 2018 ausgezeichnet. Am 5. August 2016 bezog man den Neubau, bereits 2020 wurde er von der inzwischen fusionierten Nord LB wieder aufgegeben. Das Gebäude wird derzeit (Stand: Juni 2024) umgebaut und soll künftig von der Universität Bremen genutzt werden.
Nachdem die Bremer Bank Teil der Commerzbank wurde, fanden mehrere Umbauten in Nr. 8 bis 12 statt. Es befindet sich u. a. in der ehemaligen Schalterhalle das Manufactum Warenhaus und im Hof seit 2016 die Markthalle Acht. Haus Nr. 11 mit der Fassade von Haus Schmidt wird durch die Barmer Ersatzkasse genutzt.

## Denkmale/Brunnen/Reliefs

### Bestehende
- Bismarck-Reiterstandbild am Dom aus Bronze von Adolf von Hildebrand, Sockel aus Salzburger Marmor von Carl Sattler, Stiftung von 1910
- Neptunbrunnen von Waldemar Otto, 1991
- Unser Planet als Weltkugelbrunnen in Bronze von Bernd Altenstein, 1996
- Relief Neptun mit Dreizack von Bildhauer Heinz Lange über dem Eingang von Nr. 17, der Schifffahrtsbank, 1953

### Früher
- Gustav-Adolf-Denkmal, Geschenk von dreizehn Bremer Bürgern, Standbild von König Gustav II. Adolf aus Bronze von Benedict Fogelberg, Sockel aus Gabbro-Granit von Alexander Schröder, vom 4. September 1856 bis 12. Juni 1942 („Metallspende“)
- Teichmann-Brunnen, ein Boot mit Merkur, Neptun und Nixen als Ersatz für eine alte Pumpe, gestiftet von Kaufmann Gustav Adolph Teichmann († 1892), Bronzeskulptur von Rudolf Maison, vom 28. November 1899 bis 1940 („Metallspende“)
- Wilhadibrunnen für den ersten Bischof von Bremen Willehad zwischen Rathaus und Dom, Bronzefigur und Stein-Becken/-Sockel von Richard Neumann, von 1880 bis 1940 („Metallspende“)

## Domtreppenfegen
Das Domtreppenfegen ist ein alter Bremer Brauch. Danach müssen Männer, die am Tage ihres 30. Geburtstags noch unverheiratet sind, die Treppen vor dem Dom fegen, bis eine Jungfrau sie freiküsst.

## Denkmalschutz
Folgende heutige Gebäude stehen unter Denkmalschutz:
- Das Bremer Rathaus und das Neue Rathaus[4]
- Der Bremer Dom[5]
- Die Dominsel mit Pfarrhaus, Plastik und Konzerthaus[6]
- Domshof 8/9: Bremer Bank von 1904[7]
- Domshof 11: Fassade Haus Schmidt, ex Wohnhaus von 1857[8]
- Domshof 25: Deutsche Bank von 1891[9]

→ Siehe dazu die Liste der Kulturdenkmäler in Bremen-Mitte

## Die Gebäude
| Nr.         | Gebäude heute                                                                        | von               | Planer                                                             | Unmittelbar davor                                                                             | Von/Bis                                 |
| ----------- | ------------------------------------------------------------------------------------ | ----------------- | ------------------------------------------------------------------ | --------------------------------------------------------------------------------------------- | --------------------------------------- |
| 1–7         | Der Dom                                                                              | 1060              | –                                                                  | zwei Fachwerkhäuser fünf Buden                                                                | bis 1817 bis 1834                       |
| 8 9         | ex. Bremer Bank/Commerzbank 2013: Domshof 8-12 GmbH mit Warenhaus Manufactum ab 2016 | 1904              | Albert Dunkel Diedrich Tölken Umbau ab 2015: Frank Tappermann      | St. Petri-Waisenhaus 4-g. Wohn-/Bürohaus                                                      | 1785–1902 1871–1902                     |
| 10 12       | Bremer Bank/Commerzbank                                                              | 1979              | Dietrich/Herrmann                                                  | 4-g. u. a. Wätjen-Haus 6-g. Geschäftshaus                                                     | 1809–1976 1960–1978                     |
| 11          | Bank-Fassade Haus Schmidt                                                            | 1857 1982         | Dietrich Herrmann                                                  | 4-g. Geschäftshaus                                                                            | bis 1978 ab 1982                        |
| 14 15 16    | Ibero-Amerika Bank heute Geschäftshaus                                               | 1971              | Hans Budde                                                         | 3-g., u. a. Möbel-Magazin 4-g. Neorenaissance-Haus 4-g., u. a. Schaers Kaffeehaus             | 1851–1944 1897–1944 1838–1944           |
| 17          | Deutsche Schifffahrtsbank                                                            | 1953 1956         | Friedrich Schumacher Walter Görig                                  | 2-g., u. a. Hotel Stadt Frankfurt                                                             | 1757–1944                               |
| 18 19 20    | Deutsche Hypothekenbank                                                              | 1954              | Walter Görig/Erdmann                                               | Lebensversicherungsbank 3-g. Wohn-/Kontorhaus 2-g. Hotel Zum Lindenhof                        | 1895–1944 1820–1944 1823–1944           |
| 21          | Bürohaus Bremer Treuhand                                                             | 1960              | Herbert Anker                                                      | 3-g. barockes „Caesar“-Haus                                                                   | 1768–1960                               |
| 21 a        | Deutsche Bank                                                                        | 1965              | Günther Albrecht                                                   | 2-g. Museum von Müller                                                                        | 1875–1942                               |
| 22 23 24 25 | Deutsche Bank                                                                        | 1891              | Entwurf: Martens Ausführung: Rauschenberg                          | 3-g. Wohnhaus, dann Gasthaus „Börsen-Halle“ 4-g. Wohn-/Geschäftshaus 3-g. Wohn-/Geschäftshaus | 1769–1889 1864–1889 1837–1889 1871–1889 |
| 26–28       | Bremer Landesbank                                                                    | 1972–2013 ab 2016 | Gerhard Müller-Menckens/Rehberg Caruso St. John Architects, London | zunächst drei Pfarrhäuser 5-g. „Rutenhof“                                                     | bis 1873 1875–1968                      |
| 29 30       | Bremer Landesbank                                                                    | 1972–2013 ab 2016 | s. o.                                                              | 4-g. Laden-/Wohnhaus Umbau zur Bank Loose & Co                                                | 1858–1890 1890–1968                     |
| ohne        | Neues Rathaus                                                                        | 1913              | Gabriel von Seidl                                                  | Palatium Stadthaus                                                                            | 1290–1817 1819–1909                     |